# Quebrada de Luna
Quebrada de la Luna o Quebrada de Luna es una localidad argentina ubicada en el departamento Punilla de la provincia de Córdoba. Se encuentra sobre la ruta provincial 17, 4 km al este de la ruta nacional 38 y 6 km al Sudeste ur de Charbonier, de la cual depende administrativamente.
La zona sirve de acceso al cerro Uritorco, y su caserío con aspecto antiguo está considerado uno de los mejores paisajes del Norte de Punilla, asimismo desde él se accede a la formación de Los Terrones, con formaciones rocosas similares a las de Talampaya. El nombre provendría del español Luis de Luna.

## Población
Cuenta con 126 habitantes (Indec, 2010), lo que representa un incremento del 129% frente a los 55 habitantes (Indec, 2001) del censo anterior.
| Gráfica de evolución demográfica de Quebrada de Luna entre 1991 y 2010 |
|                                                                        |
| Fuente: Censos nacionales del INDEC                                    |